# آلاتسیناینی آمبازاها
آلاتسیناینی آمبازاها (به لاتین: Alatsinainy Ambazaha) یک منطقهٔ مسکونی در ماداگاسکار است که در آنالامانگا واقع شده‌است. آلاتسیناینی آمبازاها ۱۸ کیلومتر مربع مساحت و ۵٬۶۶۴ نفر جمعیت دارد و ۱٬۲۵۹ متر بالاتر از سطح دریا واقع شده‌است.